# Friedrich August Lehr

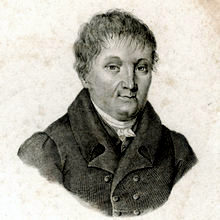
Friedrich August Lehr

Friedrich August Lehr (* 16. Oktober 1771 in Wiesbaden; † 5. März 1831 ebenda) war ein deutscher Kurarzt und Geheimrat.

## Leben
Lehr wurde als Sohn eines nassauischen Hofgerichtsrats geboren. Von 1791 an studierte er an der Universität Marburg Medizin und promovierte dort 1794 über De carbone vegetabili. Nach seiner Rückkehr nach Wiesbaden praktizierte er als Arzt am Bürgerlichen und Allgemeinen Hospital der Stadt. Zugleich war er Leibarzt des nassauischen Herzogs Wilhelm I. Später suchte ihn auch Johann Wolfgang von Goethe auf.
1799 gab Lehr mit einer Beschreibung der warmen Mineralquellen der Stadt die Anregung zur Brunnenkur. 
Er wurde 1808 zum Geheimen Hofrat ernannt. Ab 1815 fungierte er als Obermedizinalrat und war ordentliches Mitglied der nassauischen Landesregierung. Ab 1818 war er als Bade- und Brunnenarzt tätig.
Beigesetzt wurde Lehr auf dem Friedhof an der Heidenmauer in Wiesbaden.

## Ehrungen
Sieben Jahre nach seinem Tod wurde in der nördlichen Innenstadt Wiesbadens eine Straße nach Lehr benannt.▼

## Quelle
- Otto Renkhoff: Nassauische Biographie. Wiesbaden, 1992

| Personendaten    | Personendaten                |
| ---------------- | ---------------------------- |
| NAME             | Lehr, Friedrich August       |
| KURZBESCHREIBUNG | deutscher Arzt und Geheimrat |
| GEBURTSDATUM     | 16. Oktober 1771             |
| GEBURTSORT       | Wiesbaden                    |
| STERBEDATUM      | 5. März 1831                 |
| STERBEORT        | Wiesbaden                    |